# ラッツパック・レコード
ラッツパック・レコード（Ratspack Records Co.,Ltd.）は、日本のレコード会社。
創業当初はアメリカからのレコード輸入、その後輸入国を増やした。日本国内ではインディーズ系を取り扱う一方、自社プロデュースも行っている。

## 受賞作
- 『マイ・ワンダフル・ライフ』―富樫雅彦バラード集―（2009 RPES-4856）（佐藤允彦、渡辺貞夫、日野皓正、峰厚介、山下洋輔） - スウィング・ジャーナル社ゴールド・ディスク[2]＆日本ジャズ賞[3][1]
- 『Too Young』雪村いづみwith美空ひばり・江利チエミ（2016　CD：RPES-4861／LP:RPESLP-4861） - 第58回日本レコード大賞企画賞[4][1]
- 『マイ・ワンダフル・ライフEX～富樫雅彦バラードコレクション』（2017 RPES-4862）（富樫雅彦、佐藤允彦、渡辺貞夫、日野皓正、峰厚介、山下洋輔） - 平成29年度（第72回）文化庁芸術祭参加作品[1][5]